# Дактиномицин
Дактиномицин (актиномицин D) — антибиотик, продуцируемый бактерией Streptomyces antibioticus и используемый как цитостатический препарат в терапии некоторых онкологических заболеваний. Первый антибиотик, у которого была обнаружена противоопухолевая активность.
Токсичность актиномицина D препятствует его использованию в качестве собственно антибиотика для лечения инфекционных заболеваний.
С 2012 года дактиномицин исключён из Перечня ЖНВЛП.

## История открытия и изучения
В 1940 г. Зельман Ваксман и Гарольд Вудруфф выделили из Streptomyces antibioticus антибиотик, названный впоследствии актиномицином А. Позже было установлено, что этот микроорганизм продуцирует множество антибиотиков-актиномицинов (всего их описано около 100). Строение молекулы актиномицина D было установлено в 1957 г. В 60-70-е годы XX века был осуществлён полный синтез некоторых представителей актиномицинов (включая актиномицин D). В середине 80-х годов XX века был установлен механизм проявления этим соединением своей биологической активности.

## Физические свойства
По внешнему виду актиномицины - оранжево-красные мелкокристаллические вещества. Светочувствительны (разлагаются на свету). Температура плавления - 235-2500С (актиномицин D - 235,5-236,60С). Плавление сопровождается медленным термическим разложением (выше 2500С разлагаются полностью). Хорошо растворимы в бензоле, ацетоне, хлороформе, этилацетате, дмсо. Умеренно - в этаноле. Не растворимы в воде.

## Химическое строение
Актиномицины представляют собой ацилированный циклопентапептидами актиноцин (2-амино-4,6-диметил—3-оксофеноксазин-1,9-дикарбоновая кислота). Пентапептидные циклы замкнуты между гидроксигруппой L-треонина и карбоксильной группой N-метил-L-валина. Многообразие актиномицинов обусловлено различиями в аминокислотном составе пентапептидных циклов и последовательностью аминокислот в них. Наиболее часто в их составе представлены: L-треонин, N-метил-L-валин, саркозин, L-пролин, D-валин, D-аллоизолейцин, L-гидроксипролин.

## Получение
Актиномицины получают путём промышленного культивирования штаммов-продуцентов актиномицетов. Как правило, штаммы-продуценты вырабатывают смеси актиномицинов, состав которых зависит не только от свойств самого штамма, но и от характера питательной среды и продолжительности культивирования. Антибиотики экстрагируют из культуральной среды органическими растворителями и выделяют в индивидуальном виде методами препаративной хроматографии. Дактиномицин получают культивированием Actinomyces parvullus.

## Механизм действия
Ингибирует клеточную пролиферацию путём образования стабильного комплекса с ДНК и нарушения ДНК-зависимого синтеза РНК (транскрипции). В ходе связывания с ДНК плоская (феноксазиновая) часть молекулы антибиотика встраивается (интеркалирует) между параллельными плоскостями пар оснований ДНК. Стабильность образующегося комплекса (за счёт гидрофобных взаимодействий) увеличивают пептидные лактоны, которые входят в малую бороздку спирали ДНК, охватывая при этом около 6 пар оснований. В результате такой интеркаляции спираль ДНК частично раскручивается (приблизительно на 12 градусов). Связывание актиномицина D с ДНК является обратимым, поскольку обеспечивается только нековалентными взаимодействиями (водородные связи феноксазиновой части молекулы антибиотика и гидрофобные взаимодействия пептидных частей с ДНК), но диссоциация (распад) образующегося при этом комплекса очень кинетически медленная, что на практике позволяет считать связывание необратимым. Образование комплекса в сочетании с частичным раскручиванием спирали ДНК и обеспечивают замедление транскрипции, что находит своё выражение в остановке клеточного деления. Выраженная способность останавливать деление клеток лежит в основе использования дактиномицина в химиотерапии раковых заболеваний.
Поскольку строение спирали ДНК одинаково как у про-, так и у эукариот, то актиномицины не обладают избирательностью действия в отношении прокариот, что препятствует их использованию в качестве собственно антибиотиков. При этом показано, что актиномицины обладают высокой антибактериальной активностью в отношении широкого спектра видов и штаммов бактерий (при концентрациях в культуральной среде свыше 0,1 мкг/мл начинают подавлять размножение грамположительных бактерий, а свыше 1 мкг/мл - грамотрицательных). У них выявлены и фунгицидные свойства. Высокая токсичность (LD50 0,5-1,3 мг/кг массы тела для мышей при внутривенном введении), проявляющаяся в виде разнообразных и серьёзных побочных эффектов, препятствует использованию актиномицинов в терапии инфекционных заболеваний у человека.

## Фармакокинетика
В значительной степени связывается с белками тканей. Метаболизируется слабо. Не проникает через гематоэнцефалический барьер. T½ составляет 36 ч. Выводится с желчью — 50 % в неизменённом виде, почками — 10 % в неизменённом виде.

## Показания
Опухоль Вильмса, рабдомиосаркома, хориокарцинома (в том числе метастатическая), метастатическая несеминоматозная карцинома яичек, саркома Капоши, опухоль Юинга, меланома, гроздевидная саркома, рак яичника, рак тела матки (в составе комбинированной и/или комплексной терапии). 

Иммуносупрессия при аллотрансплантации органов.

## Режим дозирования
Устанавливают индивидуально, в зависимости от показаний и стадии заболевания, состояния системы кроветворения, схемы противоопухолевой терапии.

## Побочное действие

### Со стороны пищеварительной системы
Тошнота, рвота, хейлит, эзофагит, язвенный стоматит, фарингит, анорексия, дисфагия, боли в животе, диарея, эрозивно-язвенные поражения желудочно-кишечного тракта, проктит.

### Со стороны системы кроветворения
Анемия (вплоть до апластической анемии), агранулоцитоз, лейкопения, тромбоцитопения, панцитопения, ретикулоцитопения.

### Со стороны репродуктивной системы
Азооспермия, аменорея.

### Дерматологические реакции
Алопеция, кожная сыпь, акне.

### Местные реакции
Некроз тканей (при экстравазации).

### Прочие
Общее недомогание, утомляемость, вялость, лихорадка, мышечные боли, гипокальциемия, гиперурикемия и нефропатия.

## Противопоказания
Ветряная оспа, опоясывающий герпес, выраженные нарушения функции печени, беременность, повышенная чувствительность к дактиномицину. Не применяют у новорожденных и детей грудного возраста.

## Беременность и лактация
Дактиномицин противопоказан при беременности. В случае необходимости применения в период лактации следует прекратить грудное вскармливание.
Женщины детородного возраста должны использовать надежные методы контрацепции в период приема дактиномицина.
В экспериментальных исследованиях выявлено тератогенное, мутагенное и эмбриотоксическое действие дактиномицина.

## Особые указания
Лечение проводится под строгим контролем врача, имеющего опыт работы с противоопухолевыми средствами. С осторожностью применяют дактиномицин у пациентов с подагрой или нефролитиазом (в том числе в анамнезе).
В период лечения необходимо контролировать степень миелодепрессии, а также функции печени и почек, концентрацию мочевой кислоты в плазме крови.
Имеются сообщения о том, что дактиномицин может искажать результаты биологических проб, используемых для определения концентрации антибактериальных препаратов в плазме крови.
На фоне терапии не рекомендуют проводить вакцинацию пациента и членов его семьи.
При применении дактиномицина совместно с лучевой терапией возможно учащение токсических реакций со стороны ЖКТ и костного мозга. Особая осторожность необходима при назначении дактиномицина во время двухмесячной лучевой терапии правосторонней опухоли Вильмса, поскольку при этом отмечались гепатомегалия и повышенная активность АСТ.
Дактиномицин применяют также с помощью метода изолированной перфузии и вводят самостоятельно или в сочетании с другими противоопухолевыми препаратами либо в качестве паллиативного лечения, либо как дополнение к хирургическому лечению. При введении с помощью перфузии в отдельных случаях дактиномицин обеспечивает более эффективное временное улучшение, чем его системное применение.

## Лекарственное взаимодействие
При одновременном применении дактиномицина с препаратами, оказывающими миелотоксическое действие, возможно усиление токсического эффекта.
При сочетанном применении с доксорубицином возможно усиление кардиотоксического действия.
При одновременном применении с урикозурическими средствами повышается риск возникновения нефропатии.